# ノーマン・ラムゼー
ノーマン・フォスター・ラムゼー・ジュニア（Norman Foster Ramsey, Jr., 1915年8月27日 - 2011年11月4日）は、ワシントンD.C.生まれのアメリカ人物理学者。

## 略歴
1935年に学士号を、1940年に博士号を、ともにコロンビア大学から取得し、1947年にハーバード大学に移るまで在籍した。コロンビアの学部時代には、交換留学制度（ケレットスカラーとして）でケンブリッジ大学にも留学した。
1947年から約40年にわたりハーバード大学の物理学の教授に就いたほか、NATO、アメリカ原子力委員会などの機関や政府の要職を務めた。
1989年に、原子時計に必要なラムゼー共鳴法の開発、およびその水素メーザーへの応用によって、ハンス・デーメルト、ヴォルフガング・パウルと同時にノーベル物理学賞を受賞した。
2011年11月4日、アメリカ合衆国マサチューセッツ州にある介護施設で死去。96歳没。

## 受賞歴
- 1960年 アーネスト・ローレンス賞
- 1984年 IEEE栄誉賞
- 1988年 エルステッド・メダル、アメリカ国家科学賞
- 1989年 ノーベル物理学賞
- 1990年 ディラック・メダル（ニューサウスウェールズ大学より）
- 1995年 ヴァネヴァー・ブッシュ賞